# José Pastoriza
José Omar Pastoriza (Rosario, 23 maggio 1942 – Buenos Aires, 2 agosto 2004) è stato un calciatore e allenatore di calcio argentino, di ruolo centrocampista.

## Caratteristiche tecniche
Giocava come centrocampista; avendo iniziato dapprima come centrale, si spostò sulla destra e arrivò a interpretare anche il ruolo di centrocampista offensivo puro. Aveva una particolare abilità nell'esecuzione dei calci di punizione e uno spiccato temperamento da leader.

## Carriera

### Giocatore

#### Club
Iniziò nel settore giovanile del Rosario Central, squadra della sua città natale, e passò al Colón di Santa Fe nel 1961. A ventidue anni si trasferì per volere di Néstor Rossi al Racing di Avellaneda, ove rimase però solo per una stagione: esigenze economiche costrinsero la società a cederlo ai rivali dell'Independiente. Con questa società Pastoriza costruì la maggior parte della sua fortuna calcistica: praticamente appena arrivato, partecipò alla vittoria del campionato, e si confermò come uno dei migliori centrocampisti del panorama nazionale, vincendo anche il titolo di miglior calciatore argentino nel 1971. In seguito alla vittoria della Coppa Libertadores 1972, però, si risolse a lasciare la patria per trasferirsi in Europa; l'anno precedente era stato a capo di uno sciopero che aveva coinvolto i calciatori di tutta l'Argentina, e la scelta di andare a giocare all'estero fu quasi obbligata. La destinazione prescelta fu la Francia, e con il Monaco Pastoriza continuò a esprimere il buon calcio che lo aveva contraddistinto anche in Sudamerica. Nel 1976 ha chiuso la carriera dopo 237 partite e 34 gol, iniziando quasi simultaneamente la carriera di allenatore.

#### Nazionale
Arrivò a essere convocato per la Nazionale Argentina a ventiquattro anni — due soli anni dopo il suo debutto in Primera División — e vi rimase fino al 1972. Venne anche incluso nella lista per il campionato del mondo 1966, ma non giocò mai alcuna partita nella competizione. In totale ha collezionato diciotto presenze con un gol segnato con la maglia della sua selezione.

### Allenatore
Appena ritiratosi dall'attività agonistica venne chiamato da Julio Grondona, allora presidente dell'Independiente, per ricoprire l'incarico di allenatore. Con lo stesso club che lo aveva visto vincere svariati titoli da giocatore, Pastoriza riuscì a imporsi anche come tecnico a livello nazionale — vincendo due titoli Nacional nel 1977 e nel 1978 — e internazionale, conquistando la Libertadores nel 1984, entrando così a far parte del ristretto novero di allenatori in grado di vincere tale competizione sia in campo che in panchina. Nello stesso 1984 si trasferì in Brasile, dapprima al Grêmio di Porto Alegre e successivamente al Fluminense, con cui vinse il campionato Carioca nel 1985; proseguì la carriera al Boca Juniors e all'Atlético Madrid, dove però fu esonerato dopo poco tempo per contrasti con il presidente Jesús Gil. In seguito ebbe due esperienze come commissario tecnico — una con El Salvador e l'altra con il Venezuela — e nel 2003 tornò all'Independiente per la quinta volta: il 2 agosto del 2004 un attacco cardiaco lo ha ucciso nella sua casa di Buenos Aires.

## Palmarès

### Giocatore

#### Club

##### Competizioni nazionali
- Campionato argentino: 3

Independiente: Nacional 1967, Metropolitano 1970, Metropolitano 1971

##### Competizioni internazionali
- Coppa Libertadores: 2

Independiente: 1972, 1974
- Coppa Interamericana: 1

Independiente: 1974

#### Individuale
- Calciatore argentino dell'anno: 1

1971

### Allenatore

#### Competizioni nazionali
- Campionato argentino: 3

Independiente: Nacional 1977, Nacional 1978, Metropolitano 1983
- Taça Guanabara: 1

Fluminense: 1985
- Campionato Carioca: 1

Fluminense: 1985

#### Competizioni internazionali
- Coppa Interamericana: 1

Independiente: 1975
- Coppa Libertadores: 1

Independiente: 1984
- Coppa Intercontinentale: 1

Independiente: 1984